# Football Club Pohang Steelers
Pour les articles homonymes, voir Steelers.
Maillots
Actualités
Le Football Club Pohang Steelers (en hangul: 프로축구단 포항 스틸러스), plus couramment abrégé en Pohang Steelers, est un club sud-coréen de football fondé en 1973 et basé dans la ville de Pohang.

## Histoire
Membre fondateur de la K-League, il est précédemment connu sous le nom de POSCO (1983), POSCO Dolphins (1984), POSCO Atoms (1985) et Pohang Atoms (1995) avant d'adopter son nom définitif en 1997.

## Palmarès
| Compétitions nationales | Compétitions internationales |
| - Championnat de Corée du Sud : - Champion : 1986, 1988, 1992, 2007 et 2013. - Vice-champion : 1985, 1987, 1995 et 2004. - Coupe de Corée du Sud : - Vainqueur : 1996, 2008, 2012, 2013, 2023 et 2024 - Finaliste : 2001, 2002, 2007 - Coupe de la Ligue : - Vainqueur : 2009. - Finaliste : 2002. - Adidas Cup : - Vainqueur : 1993. | - Ligue des champions de l'AFC : - Vainqueur : 1996-97, 1997-98 et 2009. - Finaliste : 2021 - Coupe afro-asiatique : - Finaliste : 1997 et 1998. - Supercoupe d'Asie : - Finaliste : 1997 et 1998. |

## Personnalités du club

### Présidents
- Kim Tae-man

### Entraîneurs
Le tableau suivant présente la liste des entraîneurs du club depuis 1973.
| Rang | Nom                                | Période              |
| ---- | ---------------------------------- | -------------------- |
| 1    | Han Hong-ki                        | mai 1973-nov. 1984   |
| 2    | Choi Eun-taek                      | nov. 1984-déc. 1986  |
| 3    | Lee Hoe-taik                       | déc. 1986-avr. 1989  |
| 4    | K. Soon-ki & K. Chul-soo (intérim) | avr. 1989-?? 1989    |
| 5    | Cho Yoon-ok (intérim)              | ?? 1989-juil. 1990   |
| 6    | Lee Hoe-taik                       | juil. 1990-déc. 1992 |

| Rang | Nom                    | Période              |
| ---- | ---------------------- | -------------------- |
| 7    | Huh Jung-moo           | janv. 1993-?? 1994   |
| 8    | Kim Soon-ki (intérim)  | ?? 1994-juil. 1994   |
| 9    | Huh Jung-moo           | juil. 1994-déc. 1995 |
| 10   | Park Sung-hwa          | déc. 1995-juil. 2000 |
| 11   | Choi Soon-ho (intérim) | août 2000-déc. 2000  |
| 12   | Choi Soon-ho           | janv. 2001-déc. 2004 |

| Rang | Nom                       | Période              |
| ---- | ------------------------- | -------------------- |
| 13   | Sérgio Farias             | janv. 2005-déc. 2009 |
| 14   | Waldemar Lemos            | janv. 2010-mai 2010  |
| 15   | Park Chang-hyun (intérim) | mai 2010-nov. 2010   |
| 16   | Hwang Sun-hong            | déc. 2011-nov. 2015  |
| 17   | Choi Jin-cheul            | nov. 2015-sept. 2016 |
| 18   | Choi Soon-ho              | sept. 2016-avr. 2019 |
| 19   | Gi-dong Kim               | avr. 2019-déc. 2023  |
| 20   | Tae-ha Park               | déc. 2023-           |